# Юэн Макдугалл
Юэн Макдугалл (англ. Ewen MacDougall), Оэн МакДувгалль (гэльск. Eóghan MacDubhghaill) — король Аргайла (1247—1249, 1255 — ок. 1270), Островов (1248—1249, 1266 — ок. 1270) и Мэна (1250—1252) из рода Макдугалл.
Юэн был сыном Дункана, короля Аргайла в 1200-х—1247 годах. Правление Юэна началось в условиях обострения норвежско-шотландского соперничества за власть над Гебридскими островами и западным побережьем Шотландии. В 1248 году Юэн предпринял поездку в Берген, ко двору короля Норвегии Хокона IV, принёс ему оммаж за свои земли и был утверждён в качестве короля островов. Однако уже в 1249 году в Аргайл вторглась шотландская армия Александра II. Согласно норвежской «Саге о Хоконе», король Шотландии потребовал от Юэна уступки нескольких крепостей на островах и разрыва вассальной зависимости от Норвегии. Последнее было практически невозможным. Юэн отказался нарушить клятву верности норвежскому королю и под натиском шотландской армии был вынужден покинуть Аргайл. Шотландцы, правда, скоро ушли из Аргайла, однако власть над западным побережьем перешла к троюродному брату Юэна Дугалу III из рода Макруаири.
Покинув Аргайл, Юэн попытался укрепиться на острове Мэн. В 1250 году он возглавил мятеж на Мэне и провозгласил себя королём острова. Но возвращение в 1252 году Магнуса, сына короля Олафа II, заставило Юэна бежать. В следующем году Юэн в составе норвежской армии участвовал во вторжении Хокона IV в Данию. К середине 1250-х годов стало очевидным, однако, что перевес сил в регионе Гебридских островов переходит к Шотландии. В 1255 году Юэн примирился к шотландским королём, возможно, принеся ему оммаж, и был восстановлен в своих владениях. Интересно, что за Юэна ходатайствовал Генрих III, король Англии: с этого времени берут начало тесные связи между правителями Островов и английскими королями.
Когда в 1263 году на Гебриды прибыл мощный норвежский флот Хокона IV, Юэн отказался участвовать в экспедиции против Шотландии и был арестован. Вскоре, однако, Юэн был отпущен на свободу, видимо, чтобы служить посредником в переговорах между норвежским и шотландским королями. В начале октября 1263 года норвежская армия потерпела поражение в битве при Ларгсе, а в следующем году шотландцы вторглись в Аргайл и восстановили свою власть на западном побережье страны. Пертский договор 1266 года зафиксировал вхождение Гебридских островов в состав Шотландии.
В конце жизни Юэна его политика всё более ориентировалась на Шотландию. Во владения Макдугалов начал активно проникать феодализм, а сами они вошли в состав высшей шотландской аристократии: Александр, сын Юэна, женился на дочери Джона Комина, лорда Баденоха, а дочь Мария вышла замуж за графа Стратерна. Королевство Островов неуклонно теряло остатки независимости. Около 1270 года Юэн скончался.
Правление Юэна в Аргайле ознаменовалось значительным строительством крепостей. С его именем связаны величественные замки Данстаффнидж и Данолли на побережье Лорна, а также Дуарт на острове Малл и Кэрнборо на двух островках в архипелаге Трешниш. Некоторые историки считают время правления Юэна в конце 1240-х — начале 1260-х годов «золотым веком» королевства Островов, закончившимся в 1266 году потерей независимости и присоединением к Шотландии.